# Fäktning vid olympiska sommarspelen 1920
Vid olympiska sommarspelen 1920 i Antwerpen avgjordes sex grenar i fäktning och tävlingarna hölls mellan 15 och 26 augusti 1920 på Egmontpalatset. Antalet deltagare var 149 tävlande från 13 länder.

## Medaljfördelning
| Medaljfördelning |               |      |        |       |        |
| Placering        | Nation        | Guld | Silver | Brons | Totalt |
| 1                | Italien       | 5    | 1      | 0     | 6      |
| 2                | Frankrike     | 1    | 4      | 3     | 8      |
| 3                | Belgien       | 0    | 1      | 0     | 1      |
| 4                | Nederländerna | 0    | 0      | 2     | 2      |
| 5                | USA           | 0    | 0      | 1     | 1      |

## Medaljörer

### Herrar
| Gren                    | Guld | Silver | Brons |
| Värja Detaljer...       | Armand Massard · Frankrike | Alexandre Lippmann · Frankrike | Gustave Buchard · Frankrike |
| Värja lag Detaljer...   | Italien · Aldo Nadi · Nedo Nadi · Abelardo Olivier · Giovanni Canova · Dino Urbani · Tullio Bozza · Andrea Marrazzi · Antonio Allochio · Tommaso Constantino · Paolo Thaon di Revel | Belgien · Paul Anspach · Léon Tom · Ernest Gevers · Félix Goblet d'Alviella · Victor Boin · Joseph De Craecker · Philippe Le Hardy De Beaulieu · Orphile Fernand De Montigny | Frankrike · Armand Massard · Alexandre Lippmann · Gustave Buchard · Georges Casanova · Georges Trombert · Gaston Amson · Émile Moreaum |
| Florett Detaljer...     | Nedo Nadi · Italien | Philippe Cattiau · Frankrike | Roger Ducret · Frankrike |
| Florett lag Detaljer... | Italien · Aldo Nadi · Nedo Nadi · Abelardo Olivier · Pietro Speciale · Rodolfo Terlizzi · Oreste Puliti · Tommaso Constantino · Baldo Baldi                                         | Frankrike · André Labattut · Georges Trombert · Marcel Perrot · Lucien Gaudin · Philippe Cattiau · Roger Ducret · Gaston Amson · Lionel Bony De Castellane                   | USA · Francis Honeycutt · Arthur Lyon · Robert Sears · Henry Breckinridge · Harold Rayner                                              |
| Sabel Detaljer...       | Nedo Nadi · Italien | Aldo Nadi · Italien | Adrianus De Jong · Nederländerna |
| Sabel lag Detaljer...   | Italien · Aldo Nadi · Nedo Nadi · Francesco Gargano · Oreste Puliti · Giorgio Santelli · Dino Urbani · Federico Cesarano · Baldo Baldi                                              | Frankrike · Jean Margraff · Marc Marie Jean Perrodon · Henri Marie Raoul De Saint Germain · Georges Trombert                                                                 | Nederländerna · Jan Van Der Wiel · Adrianus De Jong · Jetze Doorman · Willem Van Blijenburgh · Louis Delaunoy · Salomon Zeldenrust     |

## Deltagande nationer
Totalt deltog 149 fäktare från 13 länder vid de olympiska spelen 1920 i Antwerpen.
| |                                                                                                   |  |
| - Belgien (22) - Danmark (8) - Egypten (1) - Frankrike (18) - Grekland (3) - Italien (19) - Nederländerna (10) | - Portugal (8) - Schweiz (8) - Storbritannien (18) - Sverige (8) - Tjeckoslovakien (9) - USA (17) |  |